# Листвинівка
Листви́нівка — село в Україні, у Народицькій селищній територіальній громаді Коростенського району Житомирської області. Населення становить 0 осіб.

## Населення
Станом на 1 жовтня 1941 року в селі налічувалось 36 дворів з 147 мешканцями в них, в тому числі: чоловіків — 73 та жінок — 74.

## Історія
Колишня назва Рудня Литвинівка.
У 1906 році Литвинівка, село Базарської волості Овруцького повіту Волинської губернії. Відстань від повітового міста 47 верст, від волості 3. Дворів 24, мешканців 129.

## Відомі люди
- Білецький Леонід Тимофійович — український літературознавець, доктор філології.